# ストライク・コマンドー
『ストライク・コマンドー』（原題：strike commando）は、1986年のイタリア映画。レブ・ブラウン主演のアクション映画。劇場未公開作品。
日本では、1989年に日曜洋画劇場にて『地獄のバトルコマンドー』のタイトルで地上波初放送された。それ以降もローカル局で度々放送されており、サンテレビの火曜洋画劇場で放送された際には、解説の山城新伍があまりにも『ランボー』や『プラトーン』に内容が酷似していることに触れ、「思わず吹き出しそうになる」と評していた。

## ストーリー
時はベトナム戦争の最中。アメリカ軍がマイケル・ランサム軍曹率いる3人編成のコマンド部隊によるベトナム軍の爆薬集積場の破壊活動を行っていた。上官のラデックの強行により作戦は何とか成功するが、ランサム以外の2人の兵士が犠牲となる。ただ一人生き残ったランサムはベトナム人の少年ラオに救われ、村で身柄を保護される。彼は、村人たちと生活を共にするレジースからここ最近ベトナムで暴虐の限りを尽くしているソ連の将校、イワン・ジャコーダの存在を知らされる。
その後、ランサムはその村に住む多くのベトナム人を連れて救出地点に向かう。しかし、敵の激しい攻撃によりベトナム人たちは撤退を余儀なくされ、ランサムはラオやその姉たちベトナム人に「必ず助けに戻る」と約束し、ハリマン少佐率いる救出部隊のヘリコプターに拾われ、命辛々生還する。その後、ランサムは今や彼の直属の上官となったラデックに対して、ソ連の将校が指揮する基地の存在を告げる。しかし、ラデックは証拠が必要だと言い、ランサムに対していかなる協力も拒否する。
ランサムは彼が単独で証拠の写真を撮影してくるのと引き替えに、ベトナム人たちの救出を要請する。そして、ベトナムに乗り込んだランサムは少年ラオが自分を保護してくれたあの村に辿り着いた。そこで彼は凄惨な現場を目撃する。村人は皆死に絶え、死体だけが転がっていた。その死体の中に虫の息のラオがおり、ランサムの腕の中で「ジャコーダの仕業だ」と口にして息を引き取る。
怒りに燃えるランサムは、我を忘れてジャコーダの名前を叫びながらM60機関銃を乱射する。次の瞬間、ジャコーダ率いる軍隊に包囲されたランサムは、手榴弾で脅しをかけるが、米軍兵士の捕虜、マーティン・ブーマーを人質に脅し返される。抵抗できないランサムは捕虜となり、数々の拷問に耐える。
そんな中、米軍に降伏を呼びかける放送を強要されていたマーティンが遂に息絶える。ジャコーダはランサムを肉体的に痛めつけても効き目がないと判断し、マーティンの死体をわざとランサムの牢屋の中に放置し、腐った死体の臭いで精神的に追い詰めようとする。これに見かねたソ連の女将校、オルガがジャコーダに代わってランサムの拷問及び放送を担当する。
しかし、ランサムは放送で原稿を読み上げると見せかけ、オルガを連れて基地から脱出する。幾多の敵の襲撃をかいくぐって一息ついた折り、ランサムはオルガからラデックが陰で糸を引く黒幕だと知らされる。始めは疑っていたランサムだが、救出に来た筈のヘリが容赦なく発砲してきたことにより、それが確信に変わる。その際、オルガがヘリからの銃弾に倒れた。その後、少年ラオを始めとするベトナム人たちやマーティンの仇、イワン・ジャコーダを肉弾戦の末、滝壺に叩き落とし、サイゴンの米軍基地にラデック抹殺のため乗り込むが、ハリマン少佐からラデックは国外逃亡したと告げられる。
5年後、フィリピンのマニラでハリマン少佐と合流したランサムは、ラデック一味のアジトの場所を掴んでいた。アジトに乗り込んだランサムはM60機関銃で次々とM16で武装するラデックの部下たちを射殺していった。そして最後に残ったラデックは恐れおののきながらもM1911で勝負しようと待ちかまえていた。しかしランサムはM60にグレネードランチャーを取り付け、それでラデックを木っ端微塵に吹き飛ばした。
全てをやり遂げ帰ろうとしたランサムを、死んだはずのジャコーダが茂みから飛び出してきて、復讐しに襲いかかった。ランサムは小賢しいと言わんばかりに、ジャコーダの口に手榴弾を押し込んだ。それを引っ掛かって取れないジャコーダはそのまま爆死した。その時飛んできたジャコーダの入れ歯を受け止めたランサムは皮肉めいた言葉を発し、入れ歯を捨てると、その場を去っていった。

## スタッフ
- 監督：ヴィンセント・ドーン
- 製作：フランコ・ガウデンツィ
- 脚本：クライド・アンダーソン、ヴィンセント・ドーン
- 撮影：リチャード・グラス
- 音楽：ルイジ・セカレッリ
- 編集：ヴィンセント・ドーン
- 美術：バート・スカヴィア

## キャスト
| 役名                                     | 俳優                     | 日本語吹替                                           |
| 役名                                     | 俳優                     | テレビ朝日版                                         |
| ---------------------------------------- | ------------------------ | ---------------------------------------------------- |
| マイケル・ランサム軍曹                   | レブ・ブラウン           | 水野龍司                                             |
| ラデック                                 | クリストファー・コネリー | 堀勝之祐                                             |
| ハリマン少佐                             | マイク・モンティ         | 小林清志                                             |
| イワン・ジャコーダ                       | アレックス・ヴィターレ   | 福田信昭                                             |
| オルガ（ソ連の女将校）                   | ルイーズ・カムスティーグ | 滝沢久美子                                           |
| レジース                                 | アラン・コリンズ         | 藤本譲                                               |
| ラオ                                     | エジソン・ナバロ         | 浪川大輔                                             |
| チョリー（ラオの姉）                     | カレン・ロペス           | 井上喜久子                                           |
| マーティン・ブーマー（アメリカ人の捕虜） | デヴィッド・ブラス       | 江原正士                                             |
| ベトコン兵士                             | ルネ・アバデザ           | 牛山茂                                               |
| ラデックの部下（黒人）                   | ジム・ゲインズ           | 大塚明夫                                             |
| その他                                   |                          | 荒川太郎 田原アルノ 高宮俊介 鈴木勝美 鈴木れい子、他 |

- テレビ朝日版：初回放送1989年3月19日『日曜洋画劇場』